# Hawrelak Park
Hawrelak Park är en park i Kanada.   Den ligger i provinsen Alberta, i den centrala delen av landet, 2 800 km väster om huvudstaden Ottawa. Hawrelak Park ligger 667 meter över havet.
Terrängen runt Hawrelak Park är platt. Runt Hawrelak Park är det mycket tätbefolkat, med 1 056 invånare per kvadratkilometer.. Närmaste större samhälle är Edmonton, 5,5 km öster om Hawrelak Park. 
Runt Hawrelak Park är det i huvudsak tätbebyggt.